# Mina Witkojc
Mina Witkojc (Burg/Bórkowy, 28. svibnja 1893. – Kolkwitz/Gołkojce, 11. studenog 1975.) bila je donjolužička pjesnikinja, novinarka i rodoljub.
Mina Witkojc najpoznatija je spisateljica, koja je pisala na donjolužičkosrpskom jeziku. Od 1899. do 1907. pohađala je osnovnu školu u Bórkowyma. Od 1908. godine živjela je i radila u Berlinu. Godine 1921. godine upoznala je grupu čeških i gornjolužičkih turista. Taj ju je susret potaknuo da se proglasi Lužičankom. 
Njemačke su joj vlasti 1933. godine zabranile pisanje, a 1941. i protjerale je iz okruga Dresdena, a 1942. iz Frankfurta na Majni. Stoga je bila prisiljena napustiti Lužicu i preseliti se u Erfurt. Godine 1945. napisala je sjajnu pjesmu „Uspomene na Erfurt”. Od 1947. do 1954. godine živjela je u Pragu, a 1954. godine vratila se u Bórkowy. Tamo je radila kao autorica novina „Novi Časnik” i donjolužičkih knjiga. Umrla je u staračkom domu Popoj.